# Teardrop Park
Teardrop Park est un parc public dans le centre de Manhattan, dans Battery Park City près du site du World Trade Center.